# Rūta Ščiogolevaitė-Damijonaitienė
Rūta Ščiogolevaitė-Damijonaitienė (* 25. Juni 1981 in Šiauliai) ist eine litauische Popsängerin.

## Leben
Rūta Ščiogolevaitė besuchte die Kindermusikschule Šiauliai. An der Höheren Tallat-Kelpša-Schule in Vilnius absolvierte sie die Klavierklasse.  2000 sang Ščiogolevaitė sechs Monate beim Show-Programm im Restaurant in Daressalam, Tansania. 
2002 belegte sie den 2. Platz beim Musikwettbewerb „Fizz Superstar“. 2003 wurde Ščiogolevaitė im internationalen Wettbewerb „New Wave“ Jūrmala (Lettland) mit dem Sonderpreis der Duma Jūrmala ausgezeichnet. 2004 belegte sie den 2. Platz mit ihrem Lied „Over“ und 2007 mit dem Lied „If I Ever Make You Cry“, 2011 den dritten Platz und 2009 den vierten Platz im Nationalen Vorentscheid des Wettbewerbs Eurovision Song Contest. Nach vergeblichen Bewerbungen in den Jahren 1999, 2004, 2007, 2009 und 2011 hatte Ščiogolevaitė weitere Teilnahmen am Vorentscheid ausgeschlossen. 2016 trat sie aber wieder dabei auf und sang das Lied United. Ščiogolevaitė-Damijonaitienė erreichte die Finale und belegte den 3. Platz.
Im August 2008 hatte Ščiogolevaitė ein Konzert mit dem Kammerorchester Litauens (Dirigent Robertas Šervenikas) beim Palanga Summer Festival 2008: Jazz Ballads. 2010 trat sie im Kongresszentrum von Istanbul auf. Ščiogolevaitė war Jurorin der litauischen TV-Casting-Show „Lithuania’s got talent“. 
Ščiogolevaitė studierte drei Jahre Jazz-Gesang und von 2009 bis zum Juni 2012 absolvierte das Bachelorstudium im klassischen Gesang an der Lietuvos muzikos ir teatro akademija. Vom September 2012 bis 2014 studierte sie im Masterstudium des klassischen Gesang an der Musikakademie der Vytauto Didžiojo universitetas in Kaunas.

## Persönliches
2005 heiratete Ščiogolevaitė den vier Jahre älteren Ballonfahrer Vytautas Samarinas in der Kirche Birštonas. 2006 lernte sie den Sporttänzer Deividas Meškauskas (* 1987) beim LTV-Tanzprojekt „Lietuvos šokių dešimtukas“ und belegte mit ihm den 2. Platz und 2008 bekam den Sohn Adomas. 2010 lernte sie den deutschen Sänger Elvin Dandel (* 1981) kennen und hatte mit ihm Duett-Auftritte. Am 14. Juni 2013 heiratete sie den Kaunasser Unternehmer Rolandas Damijonaitis (* 1988) im Rathaus Kaunas und wurde Damijonaitienė. Im August 2014 bekam sie die Tochter Anabelė und im September 2015 den Sohn Aronas.

## Diskografie
- 1998: „Kelionė tolyn“
- 2005: „Mano dainos“
- 2007: „Paskutinis šokis“
- 2012: „Tai - gyvenimas. Just Life“[20]

## Filmografie
- 2011: Giminės. Po dvidešimties metų. Riegie: Saulius Vosylius. LRT televizija.